# 许楫 (元朝)
许楫（1219年—1289年），字公度，元朝太原忻州（今山西忻州市）人。
许楫年轻时跟随元裕读书。十五岁以儒生中词赋选，又举贤良方正孝廉。中统年间入京，被丞相安童、左丞许衡所器重。任中书省架阁库管勾，兼承发司事。之后为劝农副使、陕西道劝农使，建议兴关中屯田。至元七年（1270年），为劝农副使。曾向商挺建言在京兆（今陕西西安）以西屯田。至元十三年（1276年），任荆南行省员外郎。后历湖南、江西两道提刑按察副使，岭北湖南提刑按察副使，治狱明敏。至元二十三年（1286年），为徽州总管，对桑哥党有所抵制，户部尚书王巨济欲多征民钞，为许楫所拒。曾用计降附绩溪、歙县等地反元起事。至元二十四年（1287年），迁东平总管，谢归乡里，二年后去世，年七十岁。